# Апсолутна нула
Апсолутна нула је доњи лимит термодинамичке температурне скале, стање при коме енталпија и ентропија охлађеног идеалног гаса досежу њихову минималну вредност, која се узима за нулу. Апсолутна нула је најнижа могућа температура од које ништа не може бити хладније, јер тада у систему нема топлотне енергије. Једини облик кретања који на апсолутној нули поседују честице, (атоми, молекули...) су осцилације нулте тачке (енергија нулте тачке) наметнуте квантномеханичким принципом неодређености. Основне честице природе имају минимално вибрационо кретање, задржавајући само квантно механичко, енергијом нулте тачке индуковано кретање честица. Теоријска температура се одређује екстраполацијом идеалног гасног закона; по међународном споразуму, апсолутна нула се узима да је -273,15° на Целзијусовој скали (Међународни систем јединица), што је једнако са −459,67° на Фаренхајтовој скали (уобичајеној јединици у Сједињеним Државама или империјалним јединицама). Кореспондирајућа Келвинова и Ранкинова температурама скала имају своје нулте тачке у апсолутној нули по дефиницији absolute zero by definition.
Апсолутна нула се обично сматра најнижом могућом температуром, али то није најниже могуће енталпијско стање, јер све реалне супстанце почињу да се удаљавају од идеалног гаса када се охладе док се приближавају промени стања у течност, а затим у чврсто стање; и сума енталпије испаравања (гас до течност) и енталпију фузије (течност до чврстог стања) премашује промену енталпије идеалног гаса до апсолутне нуле. У квантно-механичком опису, материја (чврста) у апсолутној нули је у свом основном стању, тачки најниже унутрашње енергије.
Закони термодинамике индицирају да се апсолутна нула не може остварити користећи само термодинамичка средства, зато што се температура супстанце која се хлади асимптотски приближава температури расхладног средства, и систем при апсолутној нули још увек поседује квантно механичку енергију нулте тачке, енергију основног стања у апсолутној нули. Кинетичка енергија основног стања не може се уклонити.
Мада се експериментално не може постићи стање са нултом топлотном енергијом, научници су успели да се приближе на испод милијардитих делова К. Адијабатским размагнетисавањем нуклеарних спинова фински истраживачи су 1999. постигли у металном родијуму температуру од 100 pК (пикокелвина) или 0,0000000001 K. Користећи ласерско хлађење приликом добијања Бозе-Ајнштајновог кондензата научници у НИСТ-у (Национални институт за стандарде и технологију) су 1994. године постигли температуру од 700 nK (милијардитих делова келвина) а 2003, истраживачи са МИТ-а (Massachusetts Institute of Technology) постигли су нови рекорд везан за Бозе-Ајнштајнов кондензат од 450 pK.

## Термодинамика у близини апсолутне нуле
При температурама у близини 0 K (−273,15 °C; −459,67 °F), скоро сво молекуларно кретање престаје и ΔS = 0 за било који адијабатски процес, где је S ентропија. У таквим околностима, чисте супстанце могу (идеално) да формирају перфектне кристале кад T → 0. Макс Планкова форма трећег закона термодинамике наводи да ентропија перфектног кристала ишчезава у апсолутној нули при чему нестаје перфектан кристал. Оригинална Нернстова топлотна теорема наводи слабију и мање контроверзну тврдњу да ентропска промена за било који изотермални процес приступа нули кад T → 0:
{\displaystyle \lim _{T\to 0}\Delta S=0}

Импликација је да се ентропија перфектног кристала приближава константној вредности. 
Нернстов постулат идентификује да је изотерма T = 0 коинцидентна са адијабатом S = 0, иако су друге изотерме и адијабате различите. Како се ни један пар адијабата не укршта, ни једна друга адијабата не може да пресеца T = 0 изотерму. Консеквентно ни један адијабатски процес инициран на температури различитој од нуле не може да доведе до нулте температуре.
Перфектни кристал је онај чија се унутрашња структура решетке неометено протеже у свим правцима. Савршен поредак може бити представљен транслационом симетријом дуж три осе, које обично нису ортогоналне). Сваки елемент решетке у структури налази се на свом месту, било да се ради о једном атому или о молекуларном груписању. За супстанце које постоје у две (или више) стабилних кристалних форми, као што су дијамант и графит за угљеник, постоји нека врста хемијске дегенерације. Остаје питање да ли обе могу имати нулту ентропију на T = 0 иако је свака савршено уређена. У пракси се никада не јављају савршени кристали; несавршености, па чак и читаве аморфне материјалне инклузије, могу да буду и бивају „замрзнуте” при ниским температурама, тако да се не појављују прелази у стабилнија стања.
Користећи Дебајов модел, специфична топлота и ентропија чистог кристала су пропорционални са  3, док су енталпија и хемијски потенцијал пропорционални са  4. Ове количине падају према њиховим T = 0 граничним вредностима и приступају са нултим нагибима. За специфичне топлоте је бар сама гранична вредност дефинитивно једнака нули, што потврђују експерименти испод 10 . Чак и мање детаљни Ајнштајнов модел показује овај необични пад специфичних топлота. Заправо, све специфичне топлоте нестају на апсолутној нули, а не само оне за кристале. Исто важи за коефицијент топлотне експанзије. Максвелове релације показују да разни други квантитети исто тако нестају. Ови феномени су били непредвиђени.
Пошто је однос између промене Гибсове слободне енергије (G), енталпије (H) и ентропије
{\displaystyle \Delta G=\Delta H-T\Delta S\,}
следи да са смањењем T, вредности ΔG и ΔH прилазите једна другој (докле год је ΔS ограничено). Експериментално је утврђено да сви спонтани процеси (укључујући хемијске реакције) резултирају у снижењу G кад приступају равнотежи. Ако су ΔS и/или T мали, услов ΔG < 0 може да значи да је ΔH < 0, што би указало на егзотермну реакцију. Међутим, то није неопходно; ендотермне реакције могу спонтано да се одвијају, ако је члан TΔS довољно велик.
Штавише, нагиби деривата ΔG и ΔH конвергирају и једнаки су нули при  = 0. Тиме се осигурава да су ΔG и ΔH приближно једнаки на знатном опсегу температура и оправдава се примена приближног емпиријског принципа Томсена и Бертелота, према коме је стање равнотеже према у чијем правцу се систем креће, оно је које развија највећу количину топлоте, тј. стварни процес је најегзотермнији.
Један модел који процењује својства електрона гаса у апсолутној нули у металима је Фермијев гас. Електрони, као фермиони, морају да буду у различитим квантним стањима, што доводи до тога да електрони добију врло високе типичне брзине, чак и на апсолутној нули. Максимална енергија коју електрони могу имати на апсолутној нули назива се Фермијева енергија. Фермијева температура се дефинише као ова максимална енергија подељена Болцмановом константом, и она је реда величине 80.000 K за типичне електронске густине присутне у металима. За температуре знатно испод Фермијеве температуре, електрони се понашају на скоро исти начин као на апсолутној нули. Ово објашњава неуспех класичне еквипартиционе теореме за метале коју су покушавали да постулирају класични физичари крајем 19. века.

## Релација са Бозе-Ајнштајновим кондензатом
Бозе-Ајнштајнов кондензат (БАК) је стање материје разређеног гаса од слабо интерагујућих бозона ограниченог у једном спољашњем потенцијалу и охлађеног до температура које су веома близу апсолутне нуле. Под таквим условима, велика фракција бозона заузима најниже квантно стање спољашњег потенцијала, у ком тренутку квантни ефекти постају очигледни на макроскопској скали.
Ово стање материје су први предвидели Сатјендра Нат Бозе и Алберт Ајнштајн током 1924–25. Бозе је први послао публикацију Ајнштајну о квантној статистици светлосних квантова (сада званих фотони). Ајнштајн је био импресиониран, превео је чланак са енглеског на немачки и послао га је за Бозеа часопису Zeitschrift für Physik, који га је објавио. Ајнштајн је затим проширио Бозеове идеје на материјалне честице (или материју) у две наредне публикације.
Седамдесет година касније, 1995. године, први гасовити кондензат су произвели Ерик Корнел и Карл Виман на Универзитету Колорада у Болдеру у NIST-JILA лабораторији, користећи гас атома рубидијума охлађен до 170 нанокелвина (1,7×10−7 K).
Рекордно хладна температура од 450 ±80 пико келвина (4,5×10−10 K) у Бозе-Ајнштајновом кондензату атома натријума је остварена 2003. године заслугом истраживача на МИТ. Асоцирана таласна дужина црног тела (вршна емисија) од 6.400 km је приближно величине пречника Земље.

## Историја
Појам апсолутна нула је вероватно први одредио Гијом Амонтон у другој половини седамнаестог века.
Он је био савременик Бојла и Мариота, који су поставили Бојл-Мариотов закон: Ако притисак неког гаса расте, пропорционално се смањује његова запремина.
Амонтон је проширио њихова истраживања мерењем температуре компримованог гаса. Приметио је да равномерна смањења температуре изазивају пропорционална смањења притиска. Из овог запажања је извео закључак, да би даље смањење температуре довело до тога да притисак гаса, на некој коначној температури, буде једнак нули. Како притисак не може да има негативну вредност, закључио је да најнижа температура, мора да има неку коначну вредност. Његова процена је била да та коначна температура - апсолутна нула има вредност -240 °C.
Касније су Шарл и Геј-Лисак формулисали тај закон у строжем облику. Они су доказали да пад притиска, при опадању температуре за 1 °C износи 273 део притиска, који тај гас има на 0 °C. Тако је апсолутна нула била утврђена на -273 °C.

## Заступљеност
Апсолутна нула као појам, најчешће се користи у природним наукама, али такође и у друштвеним, нпр. филозофији па у спрези са физиком итд. О апсолутној нули се међу научницима воде различите теоретске полемике зависно од датог гледања на проблем: свемирски, терестријални или субатомски односи.
Апсолутну нулу практично је немогуће достићи али јој се може асимптотски прићи врло близу, данас на мање од милионитог дела келвина. Заблуда је да на апсолутној нули нема кретања. Ово проистиче из Хајзенберговог принципа неодређености, јер уколико би честица мировала у истом тренутку била би позната позиција и количина кретања честице без неодређености. Дакле, на апсолутној нули материја поседује „енергију нулте тачке“ (zero point energy) која, зависно од природе система, може бити транслаторна или вибрациона.

## Ознака
Ознака за то стање је 0 Келвина (прецизније је, али не и прецизно, рећи стање него температура, кад те температуре нема, односно енергије).
Нула Келвина одговара -273,150 °C (степени Целзијусове скале) и односи се на најнижу температуру коју неки систем може да оствари. Значи, теоретски могуће, али не и практично.
Гас под константним притиском сабија се како се температура смањује. Идеалан гас би на апсолутној нули достигао нулту запремину и нулти притисак. У идеалном гасу атоми имају нулту величину, што код реалних гасова није случај.
Међутим стварни гас се кондензује у течно или чврсто стање на температури знатно пре него што се достигне апсолутна нула.
На апсолутној нули молекуларна енергија система је минимална и не може се транспоновати у друге системе.
Келвинова температурна лествица има апсолутну нулу као свој нулти подељак, а њена основна јединица је келвин. Обележавање се разликује од Целзијусових степена по томе што се не ставља мали кружић ° као код Целзијуса.

## Примена
Резултати Амонтона се користе у расхладним и клима-уређајима. Ту се не иде, наравно, до апсолутне нуле али принципи до којих је дошао - веза између температуре и притиска гаса резултовао је проналаском топлотне машине. Јако ниске температуре се користе и код истраживања суперпроводљивости.

## Негативне температуре
У извесним полуизолованим системима, на пример у систему спинова у магнетском пољу, могу да се постигну негативне температуре. Међутим, то не значи да су системи тада хладнији од апсолутне нуле. Заправо, такви системи су „топлији од T=∞", јер у контакту са било којим системом, енергија ће истицати из система са негативном температуром.